# Giovanni Andrea Scartazzini
Giovanni Andrea Scartazzini (in tedesco Johann Andreas; Bondo, 30 dicembre 1837 – Fahrwangen, 10 febbraio 1901) è stato un pastore protestante e letterato svizzero-italiano, noto per la sua edizione commentata della Divina Commedia e per gli altri suoi scritti danteschi.

## Biografia
Figlio del notaio Bartolomeo e di Clara Picenoni, nacque a Bondo nel cantone dei Grigioni in Svizzera, il 30 dicembre 1837.
La sua fanciullezza fu caratterizzata dalla precoce passione per due libri: la Bibbia, indispensabile corredo di ogni famiglia di religione protestante e la Divina Commedia regalatagli dal suo padrino.
Studiò all'Istituto delle missioni evangeliche di Basilea dove aderì alle tendenze teologiche di matrice liberale completando gli studi teologici a Berna.

### Attività
Ricoprì l'incarico di Pastore a Twann, Abländschen, Melchnau, Soglio in Val Bregaglia e Fahrwangen, e fu docente di italiano alla scuola cantonale di Coira dal 1867 al 1874. Dovette abbandonar Soglio a causa del suo carattere fortemente polemico e aspramente critico nei riguardi della Chiesa riformata del suo tempo che attaccava frontalmente nei suoi scritti battaglieri così come faceva con i critici della sua attività letteraria di studioso di Dante e della Divina Commedia.
La sua notorietà internazionale è dovuta a questa sua attività letteraria i cui frutti sono stati la pubblicazione nel 1869 di uno studio sulla vita, l'epoca e le opere di Dante Alighieri e la successiva pubblicazione di un'edizione commentata in 4 volumi della Divina Commedia, di cui il primo volume vide la luce nel 1874 e l'ultimo nel 1890. Quest'opera, rielaborata da Giuseppe Vandelli sull'edizione milanese del 1893, rimane ancora oggi un testo fondamentale.
In entrambi gli ambiti culturali, così distanti idealmente tra di loro, quello della teologia evangelica svizzera di orientamento liberale come quello della letteratura classica italiana esercitò il suo spirito battagliero in difesa a oltranza delle sue convinzioni non cedendo però mai alla tentazione di elaborarne una personale trasposizione.
Fu anche direttore della "Nuova rivista internazionale" di Firenze.

Nel 1884, a seguito di contrasti suscitati dal suo spirito battagliero, lasciò definitivamente la Val Bregaglia per stabilirsi a Fahrwangen, nel cantone di Argovia in Svizzera, sua ultima sede pastorale, dove morì all'età di 73 anni il 10 febbraio 1901.
A Casal Bernocchi in quel di Acilia, in provincia di Roma, gli è stata intitolata una strada, mentre a Bondo il municipio ha collocato una lapide sulla sua casa natale.
In una sua predica espresse un pensiero valido in ogni tempo e per ogni nazione:
«Un popolo che si preoccupa di quello che serve alla sua pace ha posto i fondamenti più fermi e sicuri per il suo bene... Possano il nostro popolo e la nostra patria riconoscere in tempo quello che serve alla pace».
Il 21 dicembre 1862 sposò a Bergamo in prime nozze Anna Caterina Maria Baebler (1841- 1883 ca.), figlia di Anna Maddalena Hoesli (1807-1870) e di Ulrico Baebler (1798-1878), direttore della filanda del suocero Gaspare Hoesli (1773-1857) di San Bartolomeo di Brescia. In seconde nozze sposò Maria Sophia Lehnen di Twann.

## Opere
- Dante Alighieri, La Divina Commedia riveduta nel testo e commentata da G.A. Scartazzini, 4 voll., Leipzig, F.A. Brockhaus, 1874-1890.
- G.A. Scartazzini, Enciclopedia dantesca. Dizionario critico e ragionato di quanto concerne la vita e le opere di Dante Alighieri, 2 voll. (in 3 parti), Milano, Ulrico Hoepli, 1896-1899.[3]